# Fabrizio Giovanardi

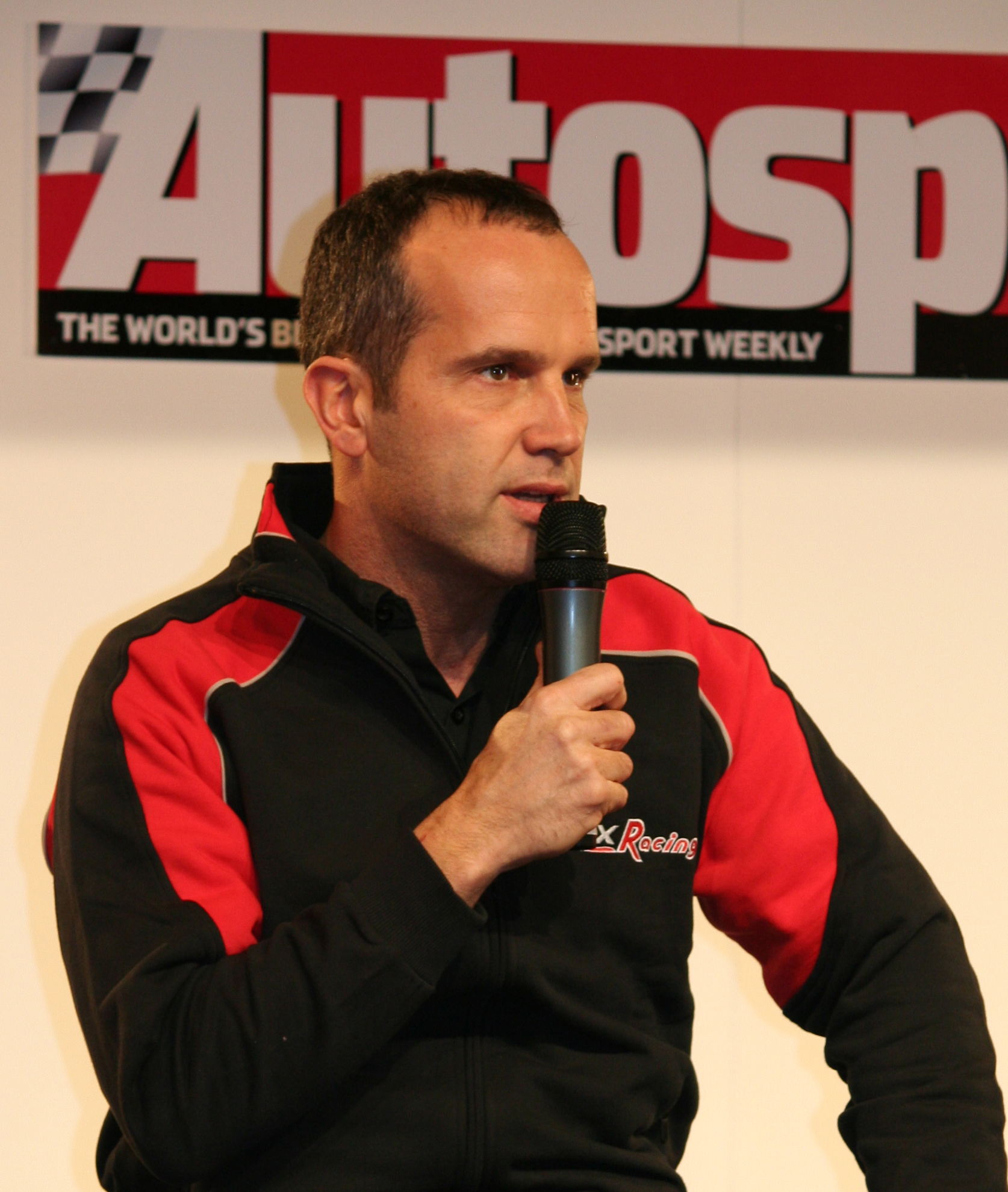
Fabrizio Giovanardi

Fabrizio Giovanardi (Sassuolo, 14 december 1966) is een Italiaans autocoureur.
Hij startte zijn racecarrière in de karting voordat hij overstapte naar de Italiaanse Formule 3. In 1989 stapte hij over naar de Formule 3000 en won de race in Vallelunga.
Hij switchte hierna naar de toerwagens en won het Italiaanse kampioenschap in 1992. De jaren daarna probeerde hij hetzelfde in verschillende andere Europese toerwagen kampioenschappen en met succes: hij won in 1997 het Spaanse Super Touring Championship. Daarnaast won hij opnieuw het Italiaanse kampioenschap in 1998 en 1999.
Hij werd Europees toerwagen kampioen in 2000, 2001 en 2002 voor Alfa Romeo. In 2003 stapte hij over naar BMW, maar had problemen met de achterwielaandrijving van het merk en switchte terug naar Alfa Romeo in 2004.
Giovanardi werd derde in het World Touring Car Championship in 2005 achter Andy Priaulx en Dirk Müller. Hij stapte in 2006 over naar het British Touring Car Championship, waarin hij een Vauxhall Astra bestuurde. Hij kwam dicht bij een eerste overwinning in Donington Park maar botste in de laatste bocht met Colin Turkington. Zijn eerste overwinning behaalde hij in Knockhill. Dit was ook de 100ste overwinning van Vauxhall. In Brands Hatch won hij hierna zijn tweede race. In de eindstand van het kampioenschap behaalde hij de vijfde plaats.
Giovanardi reed ook in het seizoen 2007 voor Vauxhall. Hij werd met 300 punten kampioen voor Jason Plato.

## Carrière

### British Touring Car Championship

#### VX Racing/Triple Eight (2006-2010)

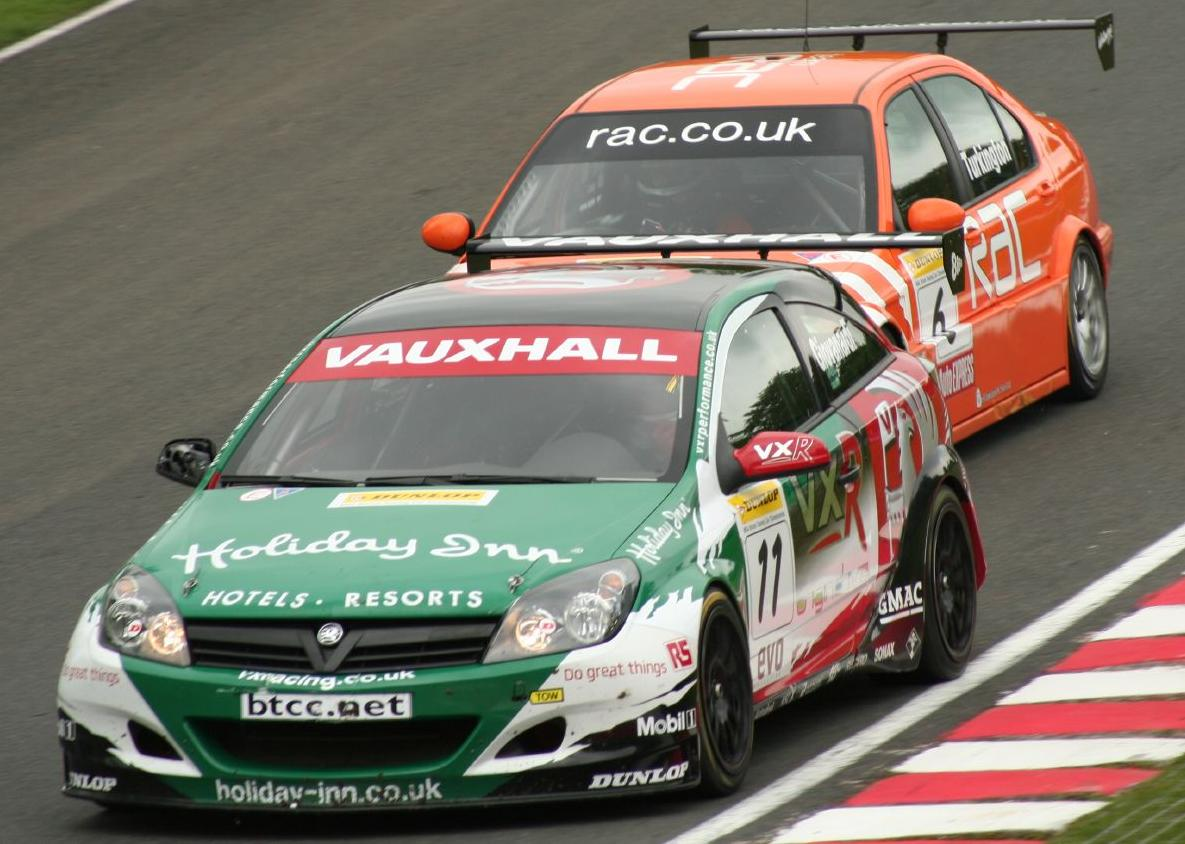
Giovanardi achter het stuur van de door VX Racing gerunde Vauxhall Astra Sport Hatch tijdens de ronde op Oulton Park in het seizoen 2006. Hij wordt nauw gevolgd door Colin Turkington.

Met Alfa Romeo die zich terugtrok uit het WTCC, begon Giovanardi te zoeken naar een vervangende rit voor het seizoen 2006. Eind 2005 testte Giovanardi een Vauxhall Astra Sport Hatch voor het Triple Eight BTCC team op het Pembrey in Wales. Het team contracteerde hem vervolgens, samen met Tom Chilton, om voor het team te rijden in het seizoen 2006. Later zou Gavin Smith zich bij het team voegen, waardoor het een driewageninspanning werd voor Vauxhall.
Het was een moeilijk jaar voor het team en Giovanardi, aangezien hij dicht bij zijn eerste overwinning kwam op Donington Park voordat hij in de laatste bocht in botsing kwam met West Surrey Racing's Colin Turkington. Giovanardi leidde naar de chicane voordat Turkington met een late remmanoeuvre naast hem kwam. Beide sneden de chicane af na de botsing en Turkington kwam als eerste over de streep, waarmee hij zijn tweede overwinning van het seizoen behaalde. Uiteindelijk behaalde Giovanardi zijn eerste overwinning - en Vauxhall's 100e in het British Touring Car Championship - op het Knockhill. Toepasselijk genoeg werd hij live op tv gefeliciteerd door John Cleland, de man die Vauxhall's eerste overwinning behaalde. Vervolgens behaalde hij een tweede overwinning in het kampioenschap op Brands Hatch; hij eindigde zijn eerste BTCC-campagne op de vijfde plaats, waarbij hij James Thompson met één punt passeerde tijdens de laatste race van het seizoen op Silverstone. Giovanardi en Chilton bleven beiden bij het team in het seizoen 2007, waar ze reden met de nieuwe Vauxhall Vectra van het team.

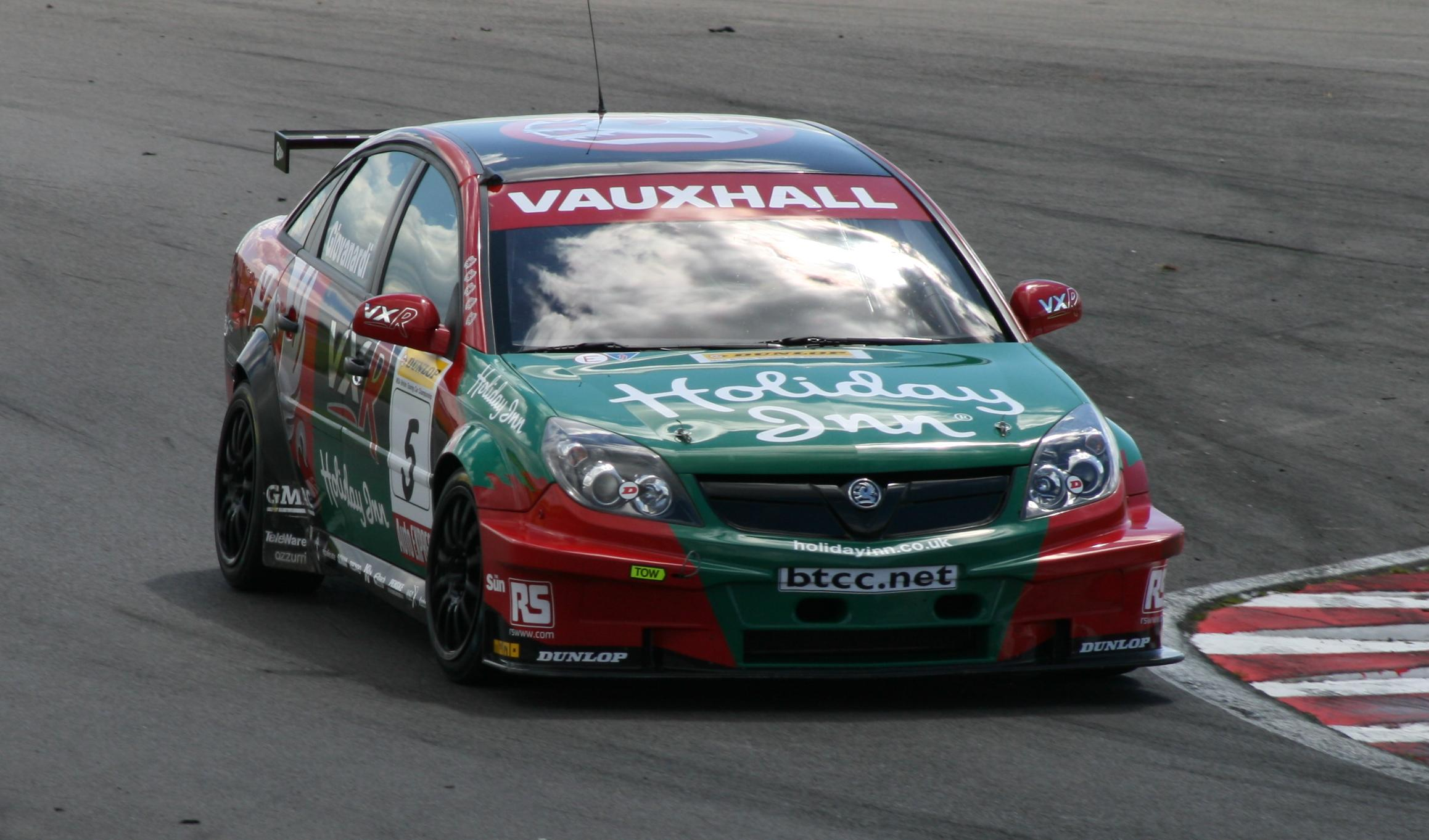
Giovanardi achter het stuur van de door VX Racing gerunde Vauxhall Vectra tijdens de ronde op Snetterton van het seizoen 2007 BTCC.

De Vectra leek beter bij de rijstijl van Giovanardi te passen dan bij zijn jonge teamgenoot, aangezien Giovanardi tien overwinningen behaalde, terwijl Chilton er geen enkele behaalde. Sterker nog, Giovanardi was betrokken bij een langdurige kampioenschapsstrijd met SEAT Sport's Jason Plato, waarbij Plato met 265-256 leidde voorafgaand aan de laatste ronde, nadat hij in de eerste 27 rondes van het kampioenschap nooit buiten de top acht was geëindigd. In de eerste twee races op Thruxton eindigde Giovanardi voor Plato, waardoor Plato met één punt voorsprong aan de laatste race begon. Met de top zeven posities omgedraaid op de startgrid begon Plato als zesde en Giovanardi als zevende. Maar het was de Italiaan die sneller vooruitgang boekte door het veld, en met zijn tweede plaats vergeleken met Plato's vierde plaats, claimde Giovanardi zijn eerste BTCC-titel met een voorsprong van drie punten.

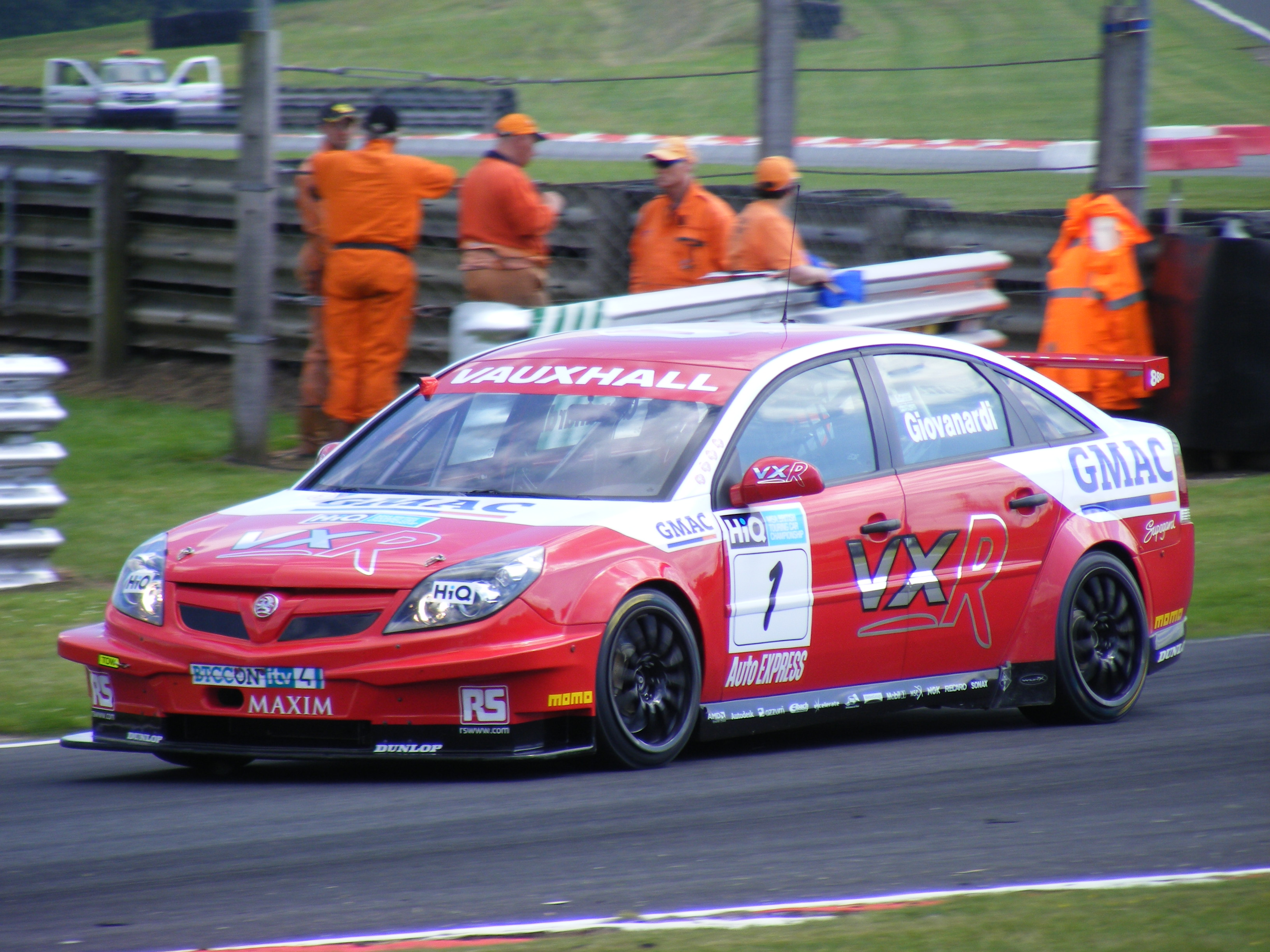
Giovanardi rijdt voor VX Racing tijdens de ronde op Oulton Park van het seizoen 2008 BTCC.

In 2008 vertrok Chilton naar Team Dynamics, en dus kreeg Giovanardi nieuwe teamgenoten in de vorm van Matt Neal (overgekomen van Dynamics) en Tom Onslow-Cole (overgekomen van West Surrey Racing) in een team met drie auto's. Giovanardi was de te kloppen coureur en verzekerde zich overtuigend van de titel op Brands Hatch, met nog twee races te gaan. Hij verzekerde zich van de titel met een veertiende plaats zonder punten, vanwege het resultaat van rivaal Plato (vijfde), waardoor hij niet meer kon worden ingehaald in de titelstrijd. Tot aan de eerste race op Brands had Giovanardi een reeks van 39 opeenvolgende puntenfinishes neergezet, die begonnen was bij ronde 19 van het seizoen 2007, op Snetterton eind juli. Hij slaagde er niet in om in de hele ronde een top tien-finish te behalen, nadat hij niet kon starten in de tweede race en als elfde eindigde in de laatste race. Zijn enige punt kwam van de snelste ronde in de laatste race. Plato eindigde als derde in het kampioenschap, nadat Mat Jackson zijn puntentotaal had ingehaald na een goed laatste weekend van het seizoen.

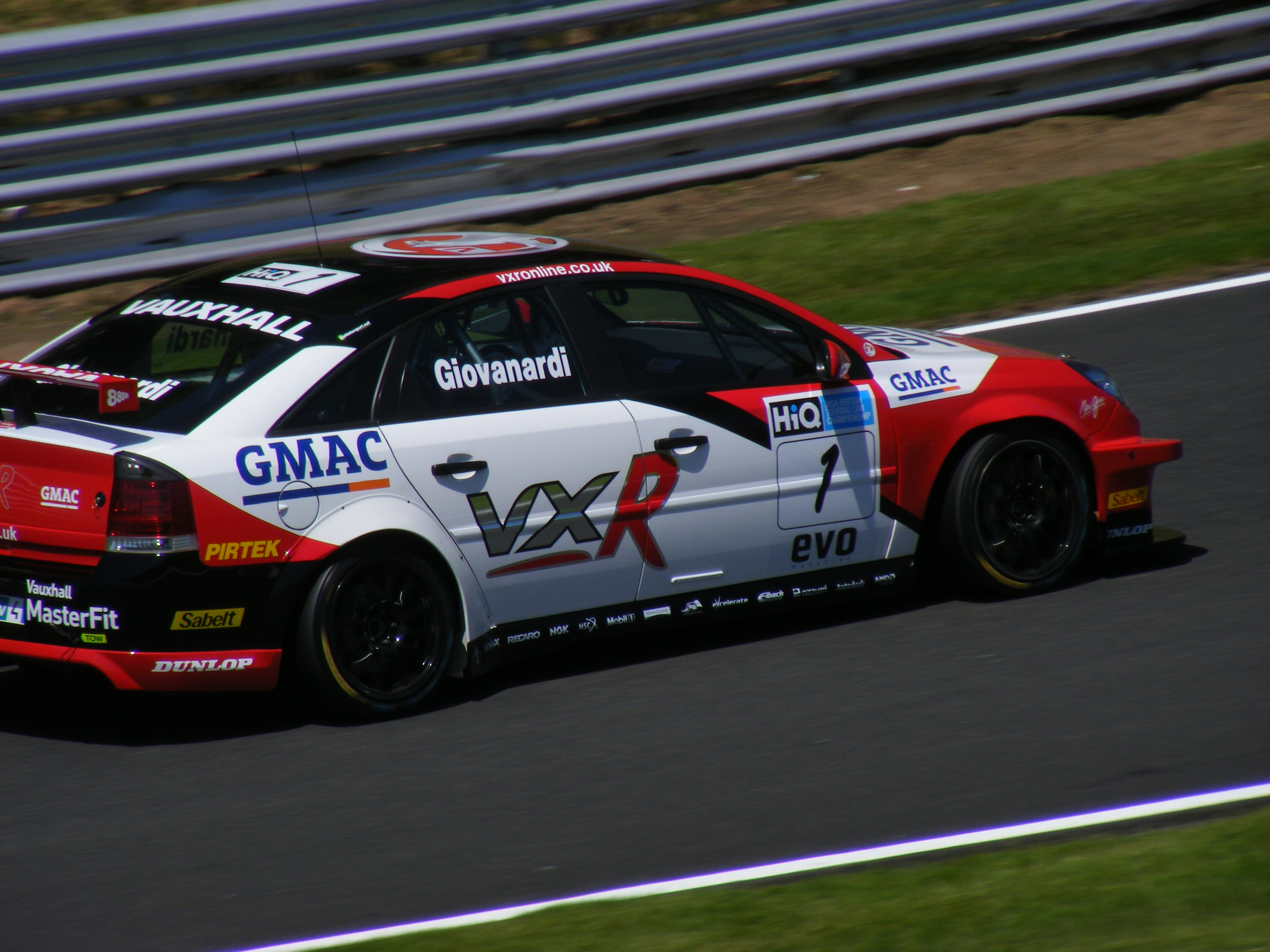
Giovanardi neemt deel aan het vierde evenement van het seizoen 2009 BTCC op Oulton Park.

Giovanardi en Neal werden bij VX Racing vergezeld door Andrew Jordan voor het seizoen 2009, wat het laatste seizoen zou zijn van de inspanningen van Vauxhall als fabrikant. Vauxhall noemde de economische neergang als de voornaamste reden om aan het einde van het seizoen te stoppen. Giovanardi was opnieuw in de race voor de titel, samen met Turkington en Plato. Sterker nog, Giovanardi stond dertien punten achter op Turkington bij aanvang van de laatste ronde van het seizoen, die werd verreden op het Grand Prix-circuit van Brands Hatch. Bij de laatste race van de middag was er nog steeds een driestrijd om het kampioenschap, aangezien Turkington 262 punten had, Giovanardi 258 en Plato 254 - na de eerste twee races te hebben gewonnen - met een maximum van zeventien punten beschikbaar. Er ontstond een titanenstrijd om de leiding die pas op de laatste ronde van de race werd beslist. Plato won de race en werd pas de tweede coureur die alle drie de races bij een BTCC-evenement won, met Turkington op de tweede plaats om zijn eerste titel te winnen. Giovanardi eindigde op de vierde plaats en eindigde daarmee als derde in het kampioenschap.
Giovanardi had moeite om een topteam te vinden voor het seizoen 2010, maar keerde terug naar de BTCC bij de openingsronde van het seizoen 2010 op Thruxton. Hij reed in de #888 Vauxhall Vectra voor Triple Eight, als teamgenoot van de kampioen van de 2009 Clio Cup UK, Phil Glew, die zijn debuut maakte in de BTCC tijdens de race. Hij won de eerste twee races van het seizoen en behaalde een vijfde plaats in de derde race, waarmee hij een voorsprong van zeven punten op Jason Plato in het kampioenschap veiligstelde. Het team hoopte Giovanardi gedurende het hele seizoen te laten rijden, maar hij werd voor de tweede ronde op Rockingham vervangen door James Nash, vanwege het terugtrekken van sponsor Uniq.
In plaats daarvan vond Giovanardi een tijdelijk onderkomen in de op Italië gebaseerde Superstars Series, waar hij reed met de gloednieuwe Porsche Panamera S van N.Technology, en hij won een race bij het debuut van de auto op het Mugello. Giovanardi behaalde drie opeenvolgende overwinningen op Paul Ricard en Vallelunga, waardoor hij als zesde eindigde in het Italiaanse kampioenschap van de serie, terwijl hij vijfde stond in het internationale klassement, met nog één ronde te gaan.

#### Airwaves Racing (2014)

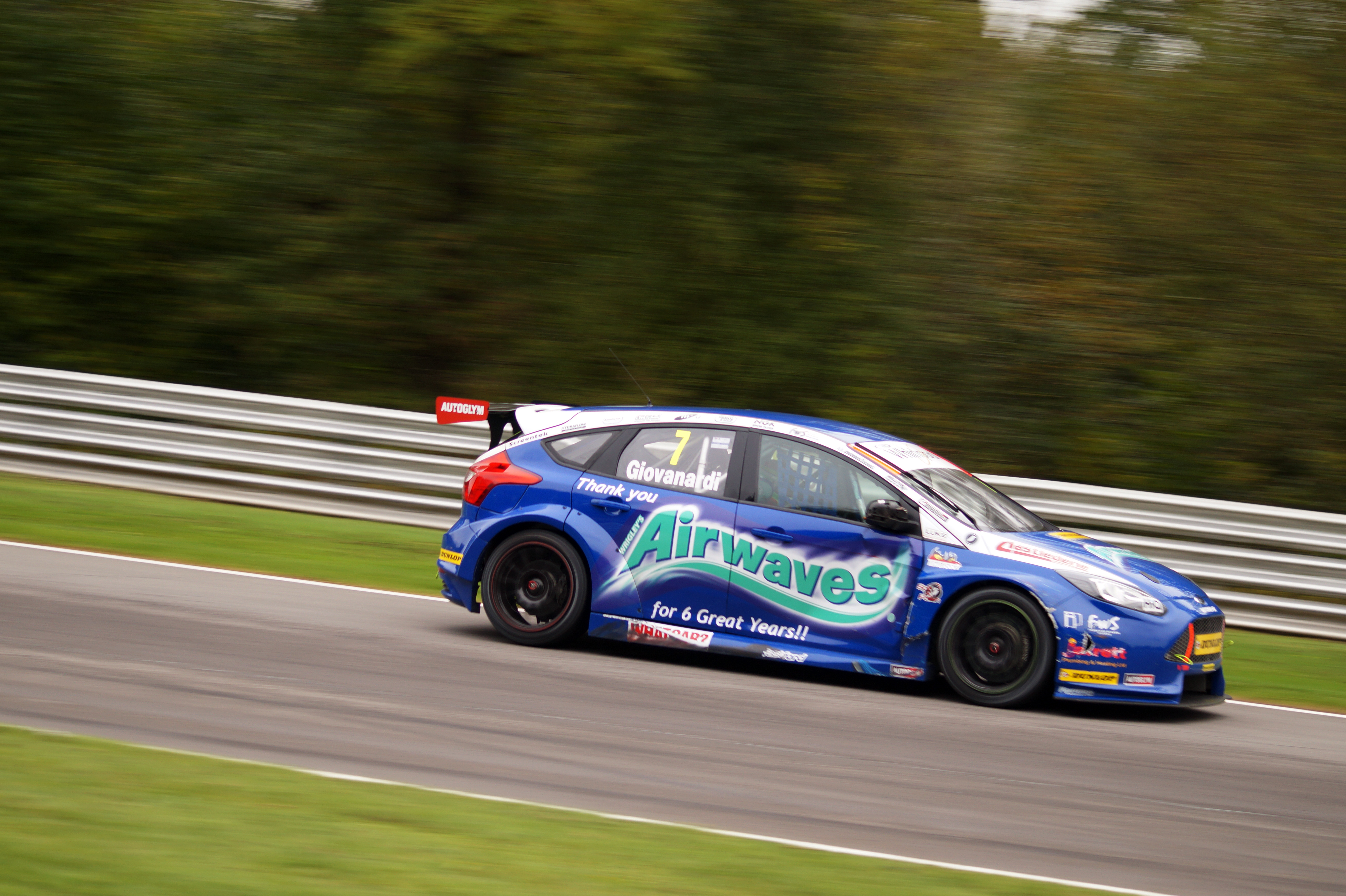
Giovanardi achter het stuur van de Airwaves Racing Ford Focus ST op Brands Hatch tijdens het seizoen 2014 British Touring Car Championship.

In februari 2014 werd Giovanardi bevestigd als eerste coureur van Airwaves Racing voor het 2014 British Touring Car Championship season in een Ford Focus ST Mk.III. Giovanardi had moeite om de juiste afstelling te vinden in de nieuwe NGTC-machines en eindigde als 13e algemeen met slechts één podiumplaats in Thruxton.

### V8 Supercars
Giovanardi reed samen met Marc Hynes in de twee belangrijkste enduranceraces van het 2008 V8 Supercar Championship Series, de L&H 500 op het Phillip Island en de Supercheap Auto Bathurst 1000 op het Mount Panorama. De twee coureurs werden door Triple Eight Race Engineering gerekruteerd om de #88 auto te besturen, terwijl de vaste coureurs Jamie Whincup en Craig Lowndes samenwerkten in Lowndes' gebruikelijke #888 auto. Op Phillip Island eindigden Giovanardi en Hynes op de 17e plaats, één ronde achter de winnaars Garth Tander en Mark Skaife, en bij Bathurst eindigde het duo op de 15e plaats, twee ronden achter teamgenoten (en winnaars van de race) Lowndes en Whincup. In 2010 zal Giovanardi rijden voor Britek Motorsport in de Armor All Gold Coast 600, waarbij hij het stuur zal delen van het Holden Commodore-team met Karl Reindler. In 2011 werd aangekondigd dat Giovanardi opnieuw voor Britek Motorsport zou rijden in de Armor All Gold Coast 600, ditmaal met Karl Reindler.
Italian Touring Car Championship 2017 (Racing Return).
Giovanardi keerde voor het eerst in 3 jaar terug naar het toerwagenracen voor een gastoptreden in de Italiaanse Touring Car Championship-ronde op Vallelunga. Hij kwalificeerde zich als 6e, maar na een slechte start zakte hij terug naar de 10e plaats. Ondanks dat hij bijna drie jaar niet had geracet, wist Giovanardi zich terug te vechten naar de 4e plaats in de race.

### World Touring Car Cup (WTCR)
In 2018 werd bevestigd dat Giovanardi zou terugkeren naar het reguliere toerwagenracen achter het stuur van een Alfa Romeo Giulietta in het FIA World Touring Car Cup.